# مسش
مِسِش (به مجاری:  Meszes) یک شهرداری در مجارستان است که در ناحیه ادلنی واقع شده‌است. مسش ۱۱٫۴ کیلومتر مربع مساحت و ۲۰۸ نفر جمعیت دارد.